# Estação Ferroviária de Vouzela

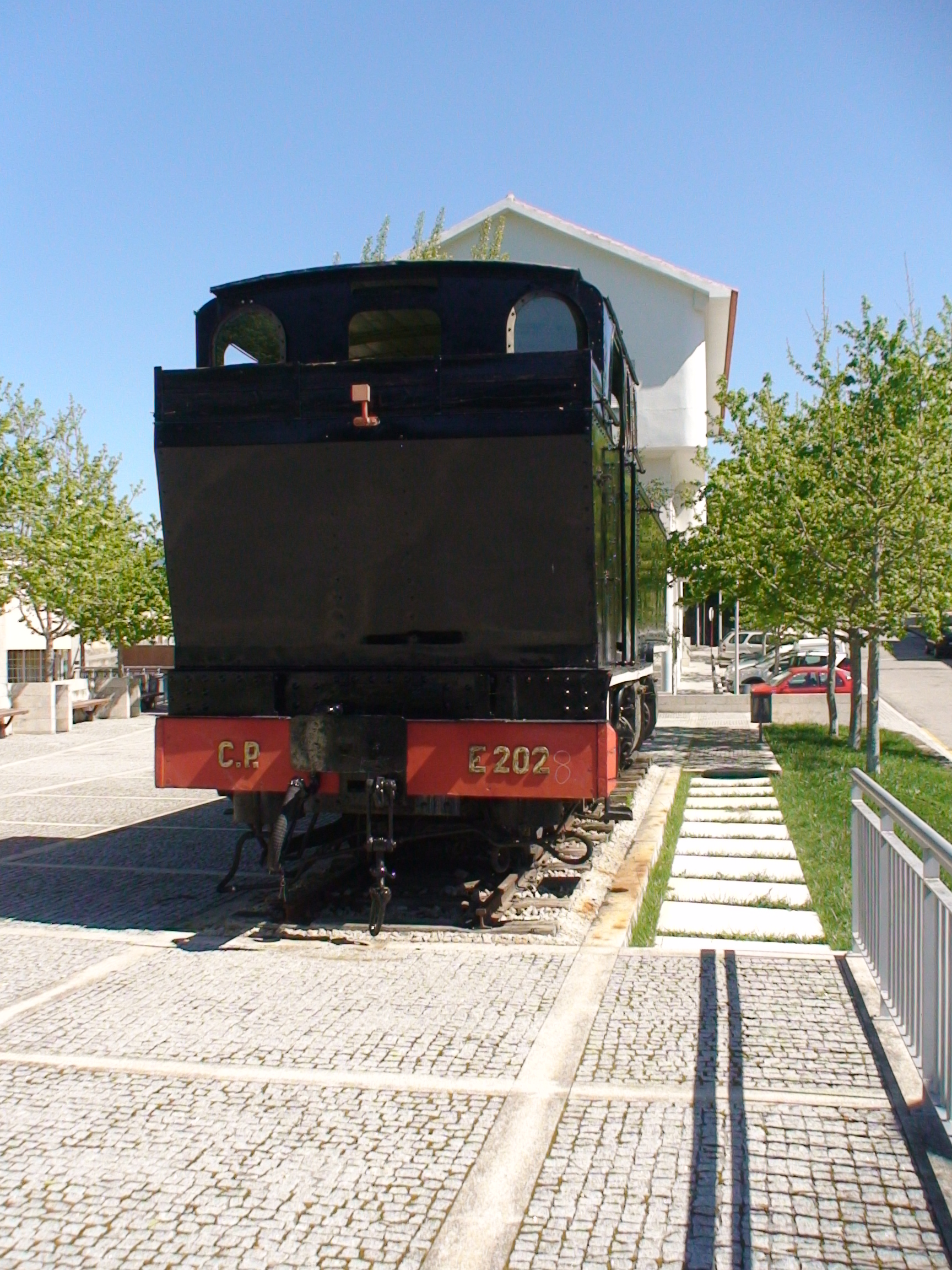
Locomotiva CP E202, musealizada em estático junto à estação de Vouzela.

A Estação Ferroviária de Vouzela foi uma interface da Linha do Vouga, que servia a vila de Vouzela, no Distrito de Viseu, em Portugal.

## Descrição
A superfície dos carris (plano de rolamento) da estação ferroviária de Vouzela ao PK 106+200 situava-se à altitude de 28400 cm acima do nível médio das águas do mar. O edifício de passageiros situava-se do lado poente da via (lado esquerdo do sentido ascendente, para Viseu).

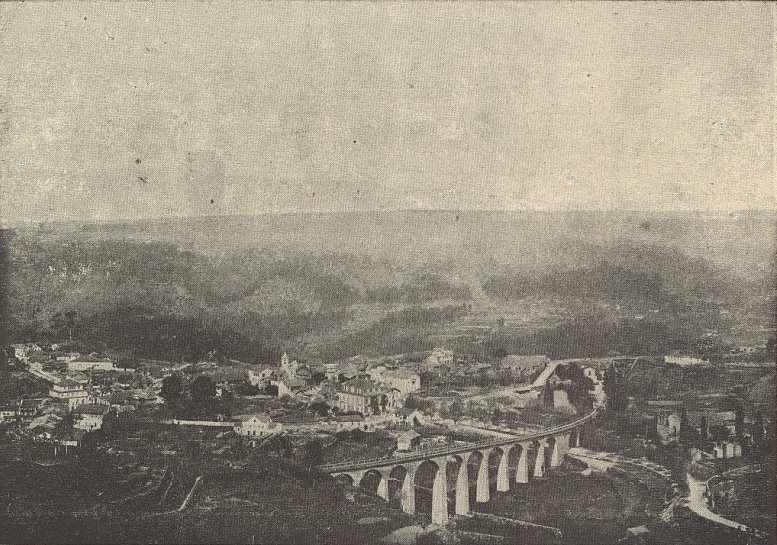
Vista panorâmica de Vouzela. À direita da ponte está a estação.

## História

### Planeamento e inauguração
Em 1889, o empresário Frederico Palha foi autorizado a construir um caminho de ferro desde a Estação de Espinho até à Linha de Santa Comba Dão a Viseu, passando por Vouzela. A passagem por esta vila foi confirmada pelo projecto da Linha do Vouga, em 1895.
O lanço entre Ribeiradio e Vouzela entrou ao serviço em 30 de Novembro de 1913, enquanto que o tramo seguinte, até Bodiosa, abriu à exploração em 5 de Fevereiro de 1914, sendo este o lanço que faltava para concluir a Linha do Vouga. A linha foi construída pela Compagnie Française pour la Construction et Exploitation des Chemins de Fer à l'Étranger.

Estação de Vouzela, na primeira metade do século XX.

### Transição para a CP
Em 1 de Janeiro de 1947, a exploração da Linha do Vouga passou a ser feita pela Companhia dos Caminhos de Ferro Portugueses.

### Encerramento
O lanço entre Sernada do Vouga e Viseu foi encerrado em 2 de Janeiro de 1990, como parte de um programa de reestruturação da operadora Caminhos de Ferro Portugueses.

### Legado
O edifício de passageiros foi convertido no Centro Coordenador de Transportes de Vouzela, uma central de camionagem de passageiros. A Ecopista do Vouga, que utiliza o traçado da antiga ferrovia do mesmo nome, interrompe o seu trajeto em via exclusiva no interior da vila, terminando junto à antiga estação o segmento poente desta.[carece de fontes?]

## Leitura recomendada
- SILVA, José; RIBEIRO, Manuel (2007). Os Comboios em Portugal. Volume III 1ª ed. Lisboa: Terramar - Editores, Distribuidores e Livreiros, Lda. 203 páginas. ISBN 978-972-710-408-6